# Sommer-Paralympics 2008/Teilnehmer (Kirgisistan)
| stlisierte Goldmedaille | stlisierte Silbermedaille | stlisierte Bronzemedaille |
| ----------------------- | ------------------------- | ------------------------- |
| —                       | —                         | —                         |

Kirgisistan nahm mit nur einem Sportler an den Sommer-Paralympics 2008 im chinesischen Peking teil. Der Fahnenträger bei der Eröffnungsfeier war Roman Omurbekov. Er gewann keine Medaille.

## Powerlifting (Bankdrücken)
Männer
- Roman Omurbekov